# Sternophysinx megacheles
Sternophysinx megacheles is een vlokreeftensoort uit de familie van de Sternophysingidae. De wetenschappelijke naam van de soort is voor het eerst geldig gepubliceerd in 1996 door Griffiths & Stewart.